# Leon Benko
Leon Benko (Varaždin, 11 november 1983) is een Kroatische voetballer die als aanvaller speelt voor de voetbalclub FK Sarajevo. Hij speelde eerder voor NK Varteks, 1. FC Nürnberg, Standard Luik, KV Kortrijk, NK Slaven Belupo, Al-Faisaly en HNK Rijeka.
Benko debuteerde voor Slaven Belupo op 26 februari 2011 tegen RNK Split waarbij hij tevens zijn eerste goal voor Slaven Belupo maakte (2-1 verlies). De aanvaller kreeg de prijs 1. HNL Voetballer van het Jaar in 2013, nadat hij van alle aanvoerders uit de 1. Hrvatska Nogometna Liga samen het meeste aantal punten kreeg, namelijk achtenzestig punten. De Kroaat had achtendertig punten meer dan de nummer twee, Algerijn El Arbi Hillel Soudani van GNK Dinamo Zagreb, en werd hiermee de opvolger van de winnaar van het voorgaande jaar Sammir. In het seizoen 2012/2013 was Benko met negentien goals topscorer van de 1. Hrvatska Nogometna Liga. Na zeven jaar werd Benko weer opgeroepen voor het Kroatische voetbalelftal voor de vriendschappelijke wedstrijd tegen Zuid-Korea op 10 september 2013, de Aziatische ploeg waartegen Benko ook debuteerde. De Kroaat vertrok naar Dalian Aerbin, na zestien doelpunten in de competitie te hebben gescoord, waarmee hij op de eerste plaats van topscorers stond in de Prva HNL. Benko keerde terug naar Kroatië na een paar maanden, omdat de Chinese club haar financiële beloftes niet na kon komen. De Kroaat verkaste vervolgens naar Bosnië en Herzegovina en ondertekende in dit land een contract met FK Sarajevo.

## Statistieken

### Spelersstatistieken
| seizoen                            | club                  | land                  | competitie                                | wed. | goals |
| ---------------------------------- | --------------------- | --------------------- | ----------------------------------------- | ---- | ----- |
| 2003/2004                          | NK Varteks Varaždin   | Kroatië               | Prva HNL                                  | 15   | 3     |
| 2004/2005                          | NK Varteks Varaždin   | Kroatië               | Prva HNL                                  | 26   | 1     |
| 2005/2006                          | NK Varteks Varaždin   | Kroatië               | Prva HNL                                  | 27   | 14    |
| 2006/2007                          | 1. FC Nürnberg        | Duitsland             | Bundesliga                                | 7    | 0     |
| 2007/2008                          | 1. FC Nürnberg        | Duitsland             | Bundesliga                                | 3    | 0     |
| 2008/2009                          | Standard Luik         | België                | Jupiler Pro League                        | 14   | 1     |
| 2009/2010                          | KV Kortrijk           | België                | Jupiler Pro League                        | 26   | 5     |
| 2010/2011                          | KV Kortrijk           | België                | Jupiler Pro League                        | 6    | 0     |
| 2010/2011                          | NK Slaven Belupo      | Kroatië               | Prva HNL                                  | 11   | 8     |
| 2011/2012                          | NK Slaven Belupo      | Kroatië               | Prva HNL                                  | 16   | 7     |
| 2011/2012                          | Al-Faisaly            | Saoedi-Arabië         | Saudi Premier League                      | 10   | 4     |
| 2012/2013                          | HNK Rijeka            | Kroatië               | Prva HNL                                  | 30   | 18    |
| 2013/2014                          | HNK Rijeka            | Kroatië               | Prva HNL                                  | 20   | 16    |
| 2013/2014                          | Dalian Aerbin         | China                 | Chinese Football Association Super League | 9    | 1     |
| 2014/2015                          | FK Sarajevo           | Bosnië en Herzegovina | Premijer Liga                             | 14   | 9     |
| 2015/2016                          | FK Sarajevo           | Bosnië en Herzegovina | Premijer Liga                             | 26   | 18    |
| 2016/2017                          | FK Sarajevo           | Bosnië en Herzegovina | Premijer Liga                             | 1    | 0     |
| 2016/2017                          | NK Olimpija Ljubljana | Slovenië              | PrvaLiga Telekom                          | 29   | 10    |
| 2017/2018                          | NK Olimpija Ljubljana | Slovenië              | PrvaLiga Telekom                          | 20   | 3     |
| Totaal                             | Totaal                | Totaal                | Totaal                                    | 232  | 72    |
| Laatst bijgewerkt op 2 april 2015. |                       |                       |                                           |      |       |

### Internationale wedstrijden
| №                                  | Datum      | Wedstrijd            | Uitslag | Competitie           | Goals |
| ---------------------------------- | ---------- | -------------------- | ------- | -------------------- | ----- |
| 1.                                 | 29-01-2006 | Zuid-Korea – Kroatië | 2 – 2   | Vriendschappelijk    | 0     |
| 2.                                 | 01-02-2006 | HongKong – Kroatië   | 0 – 3   | Vriendschappelijk    | 0     |
| 3.                                 | 10-09-2013 | Zuid-Korea – Kroatië | 1 – 2   | Vriendschappelijk    | 0     |
| 4.                                 | 15-11-2013 | IJsland – Kroatië    | 0 – 0   | WK-kwalificatie 2014 | 0     |
| Totaal                             | Totaal     | Totaal               | Totaal  | Totaal               | 0     |
| Laatst bijgewerkt op 3 april 2015. |            |                      |         |                      |       |